# Red Dust (2004)
Red Dust is een Britse film uit 2004 en was het regiedebuut van Tom Hooper. De film is gebaseerd op het gelijknamige boek uit 2000 van Gillian Slovo. De film ging op 13 september 2004 in première op het Internationaal filmfestival van Toronto.

## Plot
Politieagent Dirk Hendricks dient een amnestieverzoek in voor Alex Mpondo, een lid van het Zuid-Afrikaanse parlement, die zich de martelingen die hij als gevangengenomen politiek activist heeft ondergaan niet meer kan herinneren. Ondertussen keert de in Zuid-Afrika geboren advocate Sarah Barcant terug naar haar vaderland om Mpondo en Steve Sizela, Mpondo's vriend die samen met hem werd gearresteerd en waar nooit meer iets van is vernomen, te vertegenwoordigen.